# فلاديسلاف سترزيمينسكي
فلاديسلاف سترزيمينسكي (21 نوفمبر 1893 - 26 ديسمبر 1952) كان رسامًا بولنديًا، ومنظرًا فنيًا، ومعلمًا، وجنديًا. يُعتبر أحد رواد الطليعة البنائية في عشرينيات وثلاثينيات القرن العشرين ومطور نظرية الوحدة (بالبولندية: unizm).